# Bótoa
Bótoa est un village appartenant au district municipal de la ville de Badajoz, capitale de la province de Badajoz, dans la communauté autonome d'Estrémadure, en Espagne (dans le district de Valdebótoa). Il abrite la caserne de la brigade d'infanterie mécanisée nr. 11 espagnole de l'armée de terre. Cette brigade comprend, entre autres, le régiment blindé «Castilla» n.º 16 et a été transférée dans cette caserne depuis la précédente, qui était située à Cañada de Sancha Brava, sur la route de Valverde de Leganés, à environ 4 km de Badajoz.

## Situation géographique et accès
Le village ou dehesa de Bótoa se trouve à 17 km de la capitale, Badajoz (dans le district de Valdebótoa).

## Origines
En plongeant dans l'histoire, l'influence de la période romaine conduit à l'origine de lieux et de choses inconnus jusqu'à récemment et d'une grande importance, afin d'en découvrir davantage à leur sujet.
Il faut remonter à l'année 1284 pour découvrir qu'il existait déjà un petit village appelé Budua, qui s'est ensuite appelé Bótova et enfin Bótoa lors de sa conquête par le roi Alphonse IX en 1230. Les fouilles effectuées dans ce lieu corroborent son origine grâce aux vestiges romains qui y ont été découverts. Cela suggère qu'il a été habité à différentes époques par les Romains et les musulmans.

## Localisation
Il est situé dans une large plaine, sur les rives de la rivière Gévora et de la rivière Zapatón, tout près de l'ermitage. Si vous regardez vers l'horizon, vous pouvez voir les chaînes de montagnes qui s'étendent vers le Portugal.
En 1664, le petit village de Bótoa est devenu un sanctuaire où se trouve l'ermitage, où une Vierge, appelée Bótoa en raison du lieu où elle est apparue et où elle se trouve, a été vénérée à travers les âges.
Le pèlerinage s'est déroulé sur toute la longueur et la largeur du site. Au fil du temps, le pâturage a été clôturé et l'espace destiné à l'agrément des pèlerins a été considérablement réduit.

## Flore
Dans le paysage de Bótoa, nous pouvons contempler de vastes champs de chênes verts et de chênes-lièges ; en même temps, il y a une abondance de genêts, de cistes, d'asperges, de chênes kermès, de romarin et de thym. Il y a aussi des tapis infinis de pavots, de marguerites et de fleurs sauvages.

## Faune

### Oiseaux
Parmi les oiseaux de Bótoa, on trouve la cigogne blanche, le verdier, le moineau domestique, le chardonneret élégant, le chardonneret noir, le merle, le bruant, le faucon crécerelle, le busard et le hibou.

### Mammifères
Les mammifères comprennent les hérissons, les taupes, les musaraignes, les lièvres, les chauves-souris, les campagnols, les mulots, les civettes et, dans une moindre mesure, les blaireaux et les belettes.

### Amphibiens
Les amphibiens comprennent les crapauds et les grenouilles, les tortues, les lézards et les couleuvres.

### Invertébrés
Les invertébrés comprennent les scorpions, les vers de terre et les mille-pattes.

### Insectes
La famille des insectes comprend les libellules, les fourmis rouges, les guêpes, les papillons et les coléoptères.

## Hermitage de Bótoa

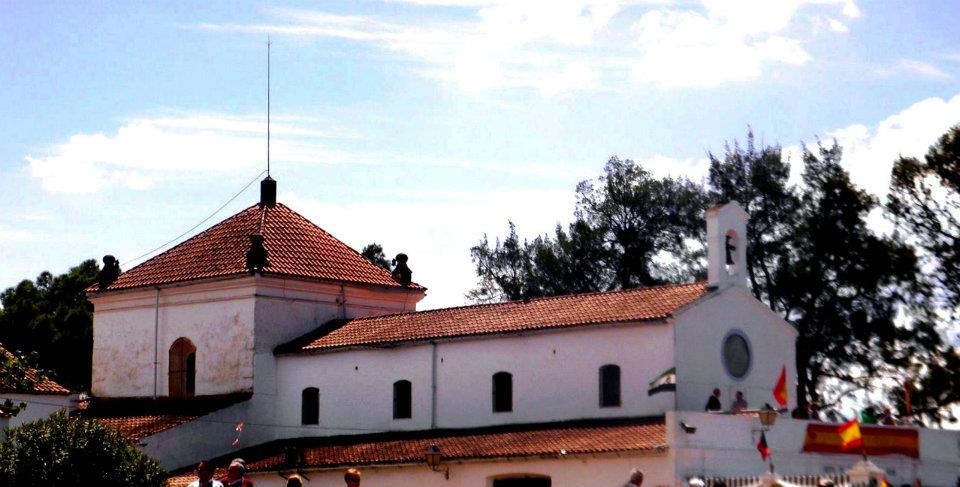
Hermitage de Bótoa (Badajoz, Espagne)